# Spermiogramma
Lo spermiogramma è l'analisi del liquido seminale finalizzata a valutare la qualità degli spermatozoi, attraverso la verifica della forma, del numero e della motilità. Tale esame rappresenta lo strumento principale per la valutazione della fertilità maschile.
Uno spermiogramma è necessario anche per verificare il buon esito di un intervento di vasectomia. 
L'affidabilità dell'esame dipende da una sua corretta esecuzione, che comporta:
- astinenza completa prima dell'esame fra i 2 e i 7 giorni per assicurare valori comparativi (un periodo più breve diminuisce la concentrazione degli spermatozoi, un periodo più lungo può aumentare la concentrazione, ma diminuisce la mobilità e la vitalità, dato che molti saranno morti, quindi potrebbe essere confuso con un’astenozoospermia)[1].
- sospensione di terapie farmacologiche che possano influire sulla produzione di sperma, come ormoni, antibiotici, steroidi o farmaci anti-infiammatori che possono causare aspermia.
- raccolta del campione mediante masturbazione manuale, in buone condizioni d'igiene e sterilità che riducano il rischio di contaminazione e attrazione del campione. Il campione deve essere raccolto in un recipiente a bocca larga per evitare perdite che possono essere confuse con ipospermia.
- raccolta del campione preferibilmente presso il laboratorio ove viene effettuata l'analisi (lo sperma è valido per la valutazione fino a due ore dopo l’eiaculazione, ma prima si esegue il seminogramma meglio è, da qui l’importanza di prelevare il campione preferibilmente in clinica per un’analisi immediato), in un ambiente il meno artificioso possibile; se ciò non è possibile il campione può essere raccolto a casa in un contenitore sterile per urine e portato al laboratorio entro un'ora ( in posizione verticale procurando di tenerlo al caldo, preferibilmente in una tasca vicino al corpo perché è essenziale mantenere condizioni il più possibile simili a quella che dovrebbe essere la destinazione.

Se per motivi religiosi la masturbazione è proibita, la raccolta del liquido può anche essere eseguita dopo un rapporto sessuale completo. In tal caso deve essere utilizzato uno speciale preservativo di silicone o poliuretano (il lattice può danneggiare lo sperma).  Se c’è un problema di eiaculazione retrograda, gli spermatozoi possono essere ottenuti dalle urine e nel caso di soggetti paralizzati si può ricorrere a una tecnica denominata elettro-eiaculazione. 
Il campione raccolto viene sottoposto inizialmente a una valutazione "macroscopica" per la determinazione di alcune caratteristiche fisico-chimiche, in particolare l'aspetto, il volume, il pH, la viscosità e la fluidificazione. Successivamente viene effettuata la valutazione microscopica per la determinazione di concentrazione, motilità e morfologia degli spermatozoi.
L'esame può essere eseguito secondo lo standard internazionale dell'Organizzazione Mondiale della Sanità (WHO 1999, rivisto poi come WHO 2010), che specifica strumenti, modalità preparatorie e valori di riferimento "normali" dei parametri misurati.

## Caratteristiche fisico-chimiche

### Colore e aspetto
Il colore del liquido seminale è normalmente grigio opalescente. In un referto di uno spermiogramma sarà possibile leggere però anche altre diciture come lattescente, pioide, bruno (ematico). Un aspetto lattescente, specialmente se accompagnato da un ridotto volume e un pH acido, può riflettere un danno a carico delle vescichette seminali, mentre l'aspetto giallognolo pioide è indice di una contaminazione urinaria, della presenza di granulociti, di una netta prevalenza della componente delle vescichette seminali oppure raramente della presenza di bilirubina.

### Volume
Il volume dell'eiaculato (in condizioni normali da 1,5 a 5 mL) è un marker della funzionalità delle vescichette seminali, in quanto queste producono dal 50 all'80% della componente liquida dello sperma. La prostata contribuisce per il 15-30% e il rimanente è fornito dalle ghiandole uretrali accessorie e dal deferente.

### pH
Il liquido seminale ha normalmente un pH alcalino, che oscilla tra 7,5 e 8,0, ed è la risultante tra la secrezione basica delle vescichette seminali e la secrezione acida della prostata. Un pH inferiore a 7 è espressione di disfunzione delle vescichette seminali, un pH superiore a 8,0, in presenza di un numero superiore a 1 milione di leucociti, indica la presenza di una infezione.

### Fluidificazione
Appena emesso, lo sperma coagula per poi liquefarsi. La liquefazione si completa nel giro di 30 minuti a temperatura corporea (37 °C). La coagulazione avviene per opera di enzimi prostatici che agiscono sul fibrinogeno prodotto dalle vescichette seminali, andando a creare una fitta maglia molto impaccata. Una mancata coagulazione dello sperma, oltre che uno scarso volume, indica una disfunzione delle vescichette, o una loro agenesia. Gli enzimi che determinano la liquefazione sono secreti dalla prostata.

### Viscosità
La viscosità non va confusa con la fluidificazione. Mentre la fluidificazione è un processo dinamico transitorio di dissolvimento di un coagulo, la viscosità è una caratteristica permanente di un determinato liquido seminale. Normalmente viene valutata facendo defluire lentamente il liquido seminale da una pipetta: un liquido seminale non viscoso forma un filo inferiore ai 2 cm. L'eccessiva viscosità impedisce il normale movimento degli spermatozoi.

### Presenza di sostanze chimiche
Nel liquido seminale si trovano normalmente alcune sostanze chimiche come: 
- fruttosio, normalmente in concentrazioni fra 120 e 450 mg/dL. Il fruttosio è prodotto dalle vescichette seminali sotto stimolo androgenico. Un contenuto più basso di fruttosio rispetto ai valori normali può indicare una infezione delle vescichette seminali o anche una insufficiente secrezione di ormoni androgeni.
- acido citrico, prodotto normalmente dalla prostata. Una bassa concentrazione suggerisce una patologia prostatica.
- glicerofosforilcolina (GFC), i cui bassi livelli possono indicare un deficit dell'epididimo
- zinco, normalmente da 25 a 400 µg/dL.

## Caratteristiche microscopiche
La conta degli spermatozoi prende in considerazione, oltre che il loro numero, anche la loro morfologia e motilità.

### Concentrazione degli spermatozoi
Indica il numero di spermatozoi presenti in un millilitro di eiaculato. La valutazione viene effettuata con l'ausilio di camere di conta (Neubauer modificata, Makler, Burker, Thoma). Secondo il manuale di seminologia dell'Organizzazione Mondiale della Sanità pubblicato nel 2001, i valori di normalità in termini di numero di spermatozoi per millilitro sono uguali o superiori a 20 milioni. Sono necessari dai due ai sette giorni di astinenza; superare i sette giorni peggiora i valori di valutazione.
È necessario considerare che nel 2011 sono stati pubblicati i nuovi parametri OMS e sono i seguenti: 
- Volume eiaculata > 1,5 mL
- Totale numero spermatozoi > 39 milioni / eiaculata
- Concentrazione spermatozoi > 15 milioni / mL
- Motilità totale > 40 %
- Motilità progressiva > 32 %
- Vitalità > 58 %
- Morfologia corretta > 4 %
- pH ≥ 7,2
- Leucociti < 1,0 milioni / mL
- MAR test percentuale di spermatozoi con particelle adese < 50 %

### Motilità
La coda permette allo spermatozoo un movimento "flagellare" che deve essere anterogrado, cioè deve permetterne lo spostamento in avanti. Entro 2 ore dalla eiaculazione, viene valutata la percentuale di spermatozoi che conservano un moto flagellare che viene descritto come moto rettilineo rapido (A), moto rettilineo lento (B) o moto irregolare (C). In condizioni di normalità, la percentuale di spermatozoi con moto rettilineo A+B deve essere superiore o uguale al 50%, di cui il 25% con motilità rettilinea veloce. La motilità dipende fisiologicamente dalla durata dell'astinenza (diminuisce dopo il settimo giorno) e può essere influenzata dalla temperatura di conservazione del campione, dall'incompleta liquefazione o dall'aumento della viscosità.

### Morfologia
La valutazione morfologica degli spermatozoi deve essere effettuata con particolari colorazione istologiche (Papanicolau, Giemsa, Diff Quick).
Ogni singolo spermatozoo è composto da una testa lunga 4,0-5,5 micron, larga 2,5-3,5 micron e composta dal 40 al 70% da una regione acrosomiale. Si possono osservare molte alterazioni morfologiche della testa di uno spermatozoo (testa a punta, allungate, amorfe, tonde, doppie, con acrosoma ridotto, assente o asimmetrico). Il tratto intermedio che collega la testa con il flagello ha una lunghezza di 6,0-7,5 micron e uno spessore di 1 micron; si possono osservare inserzioni del tratto intermedio asimmetriche, oppure ispessimenti o assottigliamenti. Infine il flagello ha una lunghezza di circa 45 micron (come dieci teste), una larghezza di 0,5 micron e può presentarsi spezzato, mozzo, avvolto, gonfio o doppio. È anche importante annotare la presenza di residui citoplasmatici a livello del tratto intermedio.
La presenza di forme anomale non deve superare il 70% del totale. Una quota troppo elevata (teratospermia) compromette la fertilità.
 
La presenza di spermatozoi riuniti insieme a formare "grappoli" è detta agglutinazione. Una quota maggiore del 10% di spermatozoi riuniti in agglomerati è indice di processi infiammatori o immunologici in atto.

### Presenza di altre cellule
Nello sperma possono ritrovarsi altri tipi cellulari: la presenza di forme immature (precursori degli spermatozoi) in misura superiore al 3% può indicare fenomeni di sofferenza cellulare dovuti a esposizione al calore, varicocele, febbre prolungata, esposizione a farmaci, tossici o a radiazioni.

La presenza di cellule del sangue (globuli rossi, linfociti o neutrofili) è un segnale in genere di infezioni o infiammazione delle vie seminali.

## Valore interpretativo dello spermiogramma
Ai fini della valutazione della fertilità di un individuo, lo spermiogramma non può essere considerato come esame unico e definitivo.
In presenza di parametri negativi, sul medesimo campione di liquido seminale raccolto viene eseguita la spermiocoltura con eventuale antibiogramma, per verificare la presenza di infezioni. 

Gli esami (spermiogramma e spermiocoltura) vengono talora ripetuti a distanza di 7 o 20 giorni per verificare se forma e numero degli spermatozoi sono incostanti nel tempo, oppure la presenza di una infertilità permanente. Nessuna diagnosi può essere fatta sulla base di un singolo campione, ma sono necessari almeno tre valutazioni.
Molti individui con spermiogramma nella norma possono infatti non essere fertili  e, viceversa, uomini con basse concentrazioni di spermatozoi possono essere in grado di procreare.
Pertanto, se necessario, la fertilità di un individuo deve essere indagata anche attraverso ulteriori indagini e attraverso una eventuale consulenza andrologica.
La fisiologica variazione del liquido seminale nel tempo rende necessaria l'esecuzione dell'esame su almeno tre campioni prima di formulare una diagnosi sulla fertilità del soggetto esaminato. La sua produzione può infatti essere influenzata da numerosi fattori, come per esempio la febbre, l'assunzione di farmaci o di altre sostanze (alcool, cannabinoidi); inoltre, poiché la maturazione completa di uno spermatozoo comporta un tempo medio di tre mesi, le modificazioni di uno spermiogramma possono rispecchiare eventi già accaduti e a volte anche superati (ad es. malattie a trasmissione sessuale, batteriche o virali).
Non è infrequente inoltre il riscontro di variazioni quantitative fino al 20% quando differenti esaminatori contano lo stesso campione (la motilità e la forma degli spermatozoi vengono di solito valutati soggettivamente da un tecnico).
Il riscontro di un reperto "anormale" o "normale" non è sinonimo di infertilità o fertilità: soltanto l'azoospermia o la completa immobilità degli spermatozoi sono causa certa di infertilità, mentre la presenza di un numero qualsiasi di spermatozoi mobili o di alterata morfologia può produrre concepimento, anche se ovviamente le probabilità diventano via via più scarse man mano che la loro concentrazione diminuisce.

## Terminologia di alcune variabili seminali
Normozoospermiaeiaculato normale, secondo i valori di riferimento
Oligozoospermiaconcentrazione spermatica (numero di spermatozoi) inferiore ai valori di riferimento
Astenozoospermiamotilità inferiore ai valori di riferimento
Oligoastenozoospermiamotilità e concentrazione spermatica inferiore ai valori di riferimento
Teratozoospermiamorfologia inferiore ai valori di riferimento
Oligoastenoteratozoospermiaalterazione di tutte le variabili
Criptozoospermiaassenza di spermatozoi nell'eiaculato ma presenza di spermatozoi nel centrifugato
Azoospermiaassenza di spermatozoi nell'eiaculato (e quindi anche nel pellet post-centrifugazione)
Necrozoospermiaeiaculato caratterizzato dalla morte totale degli spermatozoi presenti
Ipoposiaridotto volume del liquido seminale
Iperposiaeccessivo volume del liquido seminale
Aspermiamancanza totale del liquido seminale (importante differenziare azoospermia che è assenza di spermatozoi ma non di plasma seminale)